# Canon Digital IXUS

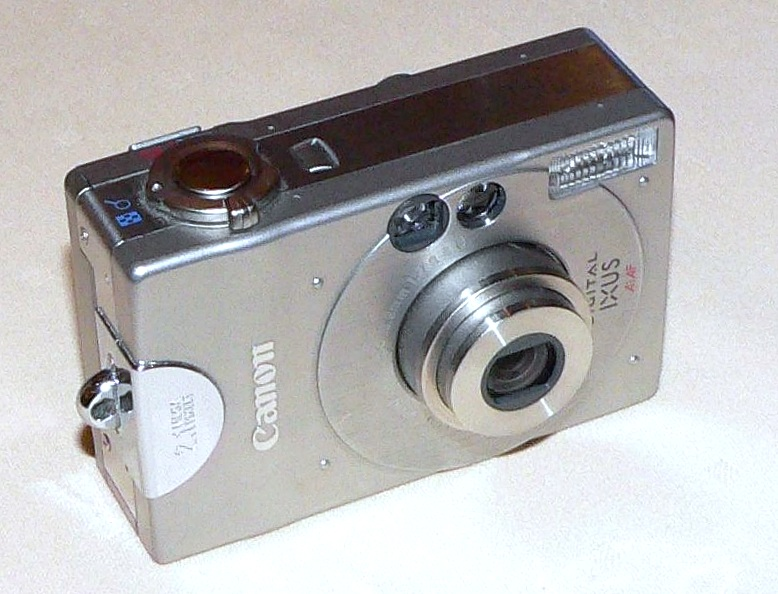
Le premier appareil Digital IXUS

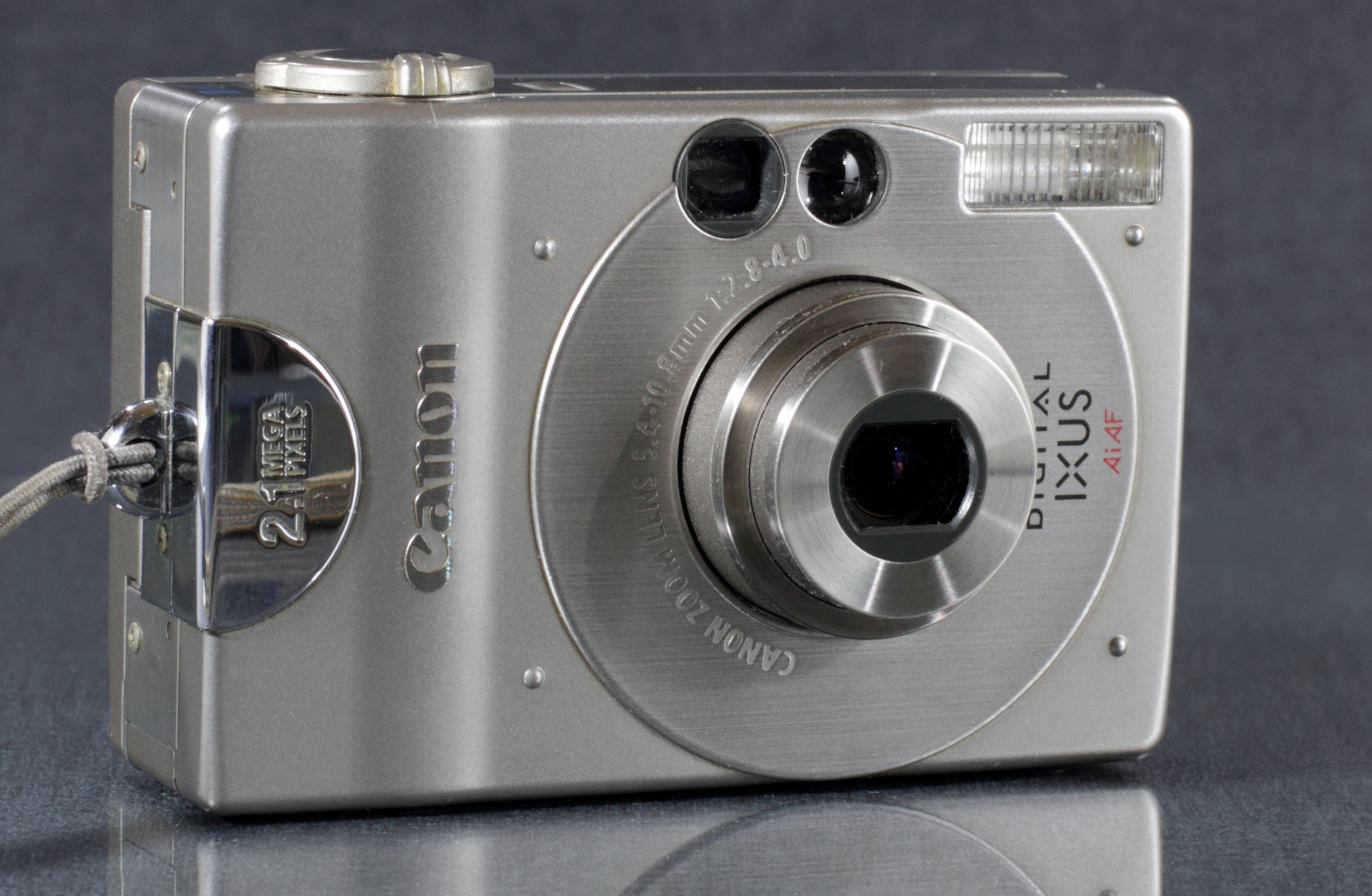
Le premier appareil Digital IXUS

Canon Digital IXUS (IXY Digital au Japon et PowerShot Digital ELPH aux USA et au Canada) est une gamme d'appareils photo numériques ultra compacts grand public de la marque japonaise Canon lancée en juin 2000. Cette gamme est basée sur le design de la série IXUS/IXY/ELPH (en) d'appareils argentiques APS de Canon vendue en 1996 et 2002.

## Historique
Les séries Canon PowerShot A et S de l'époque (année 2000) étaient conçus aussi petits que ce permettait la technologie contemporaine, et justifiaient le besoin d'un petit appareil numérique de bonne qualité. Canon utilisa son expérience avec les petits appareils argentiques, en particulier l'APS IXUS, pour produire en masse des appareils numériques de bonne qualité plus petits que ceux des concurrents de l'époque (le premier Digital IXUS était le plus petit appareil à capteur 2 MP alors disponible) et réutilisa la marque populaire IXUS/IXY/ELPH avec le slogan "The DIGITAL IXUS blends Canon's award-winning IXUS design with PowerShot digital technology" (en français, "Le DIGITAL IXUS combine le design récompensé IXUS de Canon avec la technologie numérique PowerShot").
Le premier appareil Digital IXUS, sorti en juin 2000 embarquait la technologie du PowerShot S10 dans un boîtier similaire à celui de l'appareil argentique APS IXUS II. Entre 2003 et 2004, à partir du Digital IXUS II, Canon passa des cartes CF aux cartes SD pour créer des appareils plus fins.

## Les modèles d'appareils IXUS
Les mêmes modèles d'appareils sont commercialisés en Europe, au USA et au Japon sous des noms différents. Les appareils eux-mêmes sont identiques sauf la façade, d'après les listes de pièces. Le numéro de modèle Canon sous l'appareil est identique pour tous les noms commerciaux. La table de comparaison ci-dessous liste les différents noms, dans l'ordre IXUS (Europe), IXY Digital (Japon), PowerShot Digital ELPH (USA) et numéro de modèle Canon.
Tous les modèles utilisent des batteries lithium-ion de conception Canon, mais des équivalents tiers sont facilement disponibles.
Tous les modèles introduits avant 2010 utilisent un filtre de Bayer RGBG (sauf le premier Digital IXUS, qui utilise un filtre CYGM) et des capteurs CCD fabriqués par Sony. L'IXUS 300 HS/PowerShot Digital ELPH SD4000 IS/IXY 30S introduit en mai 2010 et tous les modèles suivants possèdent une  capteur CMOS rétro-éclairé. Les images sont enregistrées en JPEG. Les fichiers image Raw ne sont pas accessibles sans utiliser un logiciel tiers tel que  CHDK.
En 2010, Canon a supprimé le préfixe "Digital" ainsi que le suffixe "IS" (Image Stabilization) des noms des nouveaux modèles commercialisés en Europe, par exemple IXUS 105. Un changement similaire a été appliqué aux noms de la série IXY utilisés sur le marché japonais. Le nommage sur le marché US a été simplifié en 2011 : "Digital" et "IS" ont été supprimés ainsi que le préfixe "SD". Les nouveaux modèles US et européens possèdent le suffixe "HS", qui signifie "haute sensibilité".
La série Digital IXUS se situe au-dessus de la série PowerShot A dans la gamme de compacts de Canon, avec des modèles de la gamme Digital IXUS ayant un prix très élevé. Cependant, depuis la fin des 2000, avec la forte baisse des prix des modèles Digital IXUS sur les marchés canadiens et US, ils sont devenus parmi les modèles les moins chers disponibles, car les modèles PowerShot A sont progressivement retirés du marché et ne sont pas remplacés.
| Noms du modèle                       | Date de sortie    | Définition Taille capteur    | Zoom (mm) Ouverture     | Mémoire             | Type batterie | Dimensions (mm)    | Poids (g)   | Photo | Info |
| ------------------------------------ | ----------------- | ---------------------------- | ----------------------- | ------------------- | ------------- | ------------------ | ----------- | ----- | --- |
| Digital IXUS S100 IXY Digital PC1001 | juin 2000         | 2 MP (1600 x 1200) 1/2,7"    | 35-70 (2x)              | CompactFlash (CF)   | NB-1L         | 87 x 57 x 26,9     | 210         |       | |
| 300 S300 300 PC1008                  | décembre 2000     | 2 MP (1600 x 1200) 1/2,7"    | 35-105 (3x) f/2,7-4,7   | CompactFlash (CF)   | NB-1L         | 94,8 x 62,5 x 29,9 | 275         |       | Vidéo |
| v S110 200 PC1012                    | avril 2001        | 2 MP (1600 x 1200) 1/2,7"    | 35-70 (2x)              | CompactFlash (CF)   | NB-1L         | 87 x 57 x 26,9     | 225         |       | Vidéo |
| v² S200 200a PC1022                  | 13 mars 2002      | 2 MP (1600 x 1200) 1/2,7"    | 35-70 (2x)              | CompactFlash (CF)   | NB-1L         | 87 x 57 x 26,9     |             |       | S110 avec une interface améliorée                                                                                                   |
| 330 S330 300a PC1026                 | 13 mars 2002      | 2 MP (1600 x 1200) 1/2,7"    | 35-105 (3x)             | CompactFlash (CF)   | NB-1L         | 94,8 x 62,5 x 31,5 | 274         |       | 300 with more software features |
| v³ S230 320 PC1037                   | 16 août 2002      | 3 MP 1/2,7"                  | 35-70 (2x)              | CompactFlash (CF)   | NB-1L         | 87 x 57 x 26,7     |             |       | |
| 400 S400 400 PC1038                  | 28 février 2003   | 4 MP (2272 x 1704) 1/1,8"    | 36-108 (3x), f/2,8-4,9  | CompactFlash (CF)   | NB-1L         | 87 x 57 x 27,8     | 222         |       | |
| II SD100 30 PC1035                   | 2 mai 2003        | 3 MP (2048 x 1536) 1/2,7"    | 35-70 (2x)              | Carte SD            | NB-3L         | 85 x 56 x 23,9     | 185         |       | Le premier avec une carte SD |
| i SD10 L PC1060                      | 12 septembre 2003 | 4 MP (2272 x 1704) 1/2,5"    | 39 f/2.8                | Carte SD            | NB-3L         | 90,3 x 47 x 18,5   | 100 (-batt) |       | Plusieurs couleurs de boîtier |
| IIs SD110 30a PC1085                 | 9 février 2004    | 3 MP (2048 x 1536) 1/2,7"    | 35-70 (2x)              | Carte SD            | NB-3L         | 85 x 56 x 23,9     |             |       | II with added features and faster software                                                                                          |
| 430 S410 450 PC1086                  | 9 février 2004    | 4 MP (2272 x 1704) 1/1,8"    | 36-108 (3x) f/2,8-4,9   | CompactFlash (CF)   | NB-1L         | 87 x 57 x 27,8     | 215         |       | 400 with added features and faster software. USB 1.1                                                                                |
| 500 S500 500 PC1084                  | 9 février 2004    | 5 MP (2592 x 1944) 1/1,8"    | 36-108 (3x) f/2,8-4,9   | CompactFlash (CF)   | NB-1L         | 87 x 57 x 27,8     | 215         |       | 430 avec un capteur 5 mégapixels . USB 1.1. IXY Digital 500 White Limited : 10000 unités au Japon, juin 2004                        |
| 30 SD200 40 PC1102                   | 21 septembre 2004 | 3 MP                         | 35-105 (3x)             | Carte SD            | NB-4L         | 85,8 x 53,4 x 21,1 |             |       | Le premier avec un processeur d'images DIGIC II                                                                                     |
| 40 SD300 50 PC1101                   | 21 septembre 2004 | 4 MP (2272 x 1704) 1/2,7"    | 35-105 (3x)             | Carte SD            | NB-4L         | 86 x 53 x 20,7     | 147         |       | |
| i5 SD20 L² PC1108                    | septembre 2004    | 5 MP 1/2,5"                  | 39                      | Carte SD            | NB-3L         | 90 x 47 x 19       |             |       | |
| 700 SD500 600 PC1114                 | 17 février 2005   | 7,1 MP (3072 × 2304), 1/1,8" | 37-111 (3x)             | Carte SD            | NB-3L         | 89,5 x 57 x 26,5   | 192         |       | USB 2.0 |
| 50 SD400 55 PC1150                   | 17 février 2005   | 5 MP (2592 x 1944) 1/2,5"    | 35-105 (3x)             | Carte SD            | NB-4L         | 86 x 53 x 20,7     | 130         |       | |
| 55 SD450 60 PC1158                   | août 2005         | 5 MP (2592 x 1944) 1/2,5"    | 35-105 (3x)             | Carte SD            | NB-4L         | 86 x 53,5 x 21,6   | 157         |       | Ixus 50 avec un plus grand LCD and software updates                                                                                 |
| 750 SD550 700 PC1169                 | août 2005         | 7,1 MP (3072 x 2304) 1/1,8"  | 37-111 (3x)             | Carte SD            | NB-3L         | 89,5 x 57 x 26,5   | 192         |       | SD500 avec un plus grand LCD and software updates                                                                                   |
| i Zoom SD30 L³ PC1144                | septembre 2005    | 5 MP                         | 38-90 (2,4x)            | Carte SD            | NB-4L         | 96 x 45 x 24       |             |       | |
| Wireless SD430 Wireless PC1190       | Octobre 2005      | 5 MP                         | 35-105 (3x) f/2,8-4,9   | Carte SD            | NB-4L         | 99 x 54,4 x 21,7   | 130 (-batt) |       | Transfert par Wi-Fi |
| 60 SD600 70 PC1193                   | mars 2006         | 6 MP                         | 35-105 (3x)             | Carte SD            | NB-4L         | 86 x 53,5 x 21,7   |             |       | ISO 800 |
| 65 SD630 80 PC1147                   | avril 2006        | 6 MP                         | 35-105 (3x)             | Carte SD            | NB-4L         | 90,3 x 56,8 x 20,2 |             |       | IXUS 60 avec un plus grand LCD |
| 800 IS SD700 IS 800 IS PC1176        | avril 2006        | 6 MP (2816 x 2112) 1/2,5"    | 35-140 (4x) f/2,8-5,5   | Carte SD, MMC       | NB-5L         | 90,4 x 56,5 x 26,4 | 185 (-batt) |       | Stabilisation d'image, ISO 800 |
| i7 Zoom SD40 L4 PC1205               | septembre 2006    | 7,1 MP (3072 x 2304) 1/2,5"  | 38-90 (2,4x) f/3,2-5,4  | Carte SD, MMC, SDHC | NB-4L         | 96,1 x 45,1 x 23,9 | 105 (-batt) |       | ISO 1600, boîtier titane, détection des visages, le premier à utiliser un processeur DIGIC III, Denim Blue, Steel Grey, Sepia, Pink |
| 850 IS SD800 IS 900 IS PC1209        | septembre 2006    | 7,1 MP (3072 x 2304) 1/2,5"  | 28-105 (3,8x) f/2,8-5,8 | Carte SD, MMC, SDHC | NB-5L         | 89,5 x 58 x 25,1   | 150 (-batt) |       | ISO 1600, détection des visages, processeur DIGIC III                                                                               |
| 900 Ti SD900 1000 PC1206             | septembre 2006    | 10 MP (3648 x 2736) 1/1,8"   | 37-111 (3x) f/2,8-4,9   | Carte SD, MMC, SDHC | NB-5L         | 91,2 x 59,6 x 28,2 | 165 (-batt) |       | ISO 1600, ISO 3200 à 2 MP, vidéo 1024×768, boîtier titane, détection des visages, processeur DIGIC III                              |
| Noms du modèle                       | Date de sortie    | Définition Taille capteur    | Zoom (mm) Ouverture     | Mémoire             | Type batterie | Dimensions (mm)    | Poids (g)   | Photo | Info |

## Appareils de la série G dans un boîtier compact
L'IXUS 900Ti est le premier modèle d'appareil des séries IXUS et S équipé d'un processeur d'image DIGIC et d'un capteur plus grand que la moyenne, comme ceux qui équipent les modèles avancés PowerShot de la série G. Les modèles des séries IXUS et S et les modèles équivalents de la série G sont listés ci-dessous :
- IXUS 900 Ti (SD900)* / PowerShot G7 / DIGIC III / CCD 1/1,8" 10 MP 3648 × 2736
- IXUS 960 IS (SD950IS)* / PowerShot G9 / DIGIC III / CCD 1/1,7" 12.1 MP 4000 × 3000
- IXUS 980 IS (SD990IS) / PowerShot G10 / DIGIC 4 / CCD 1/1,7" 14.7 MP 4416 × 3312
- PowerShot S90, S95, S200 / PowerShot G11, G12 / DIGIC 4 / CCD 1/1,7" 10 MP 3648 × 2736 (le S200 possède un DIGIC 5)
- PowerShot S100, S110 / PowerShot G15 / DIGIC 5 / CMOS 1/1,7" 12.1 MP 4000×3000
- Powershot S120 / PowerShot G16 / DIGIC 6 / CMOS 1/1,7" 12.1 MP 4000×3000

(* Les IXUS 900 Ti et 960 IS ont un boîtier en titane)

## Galerie

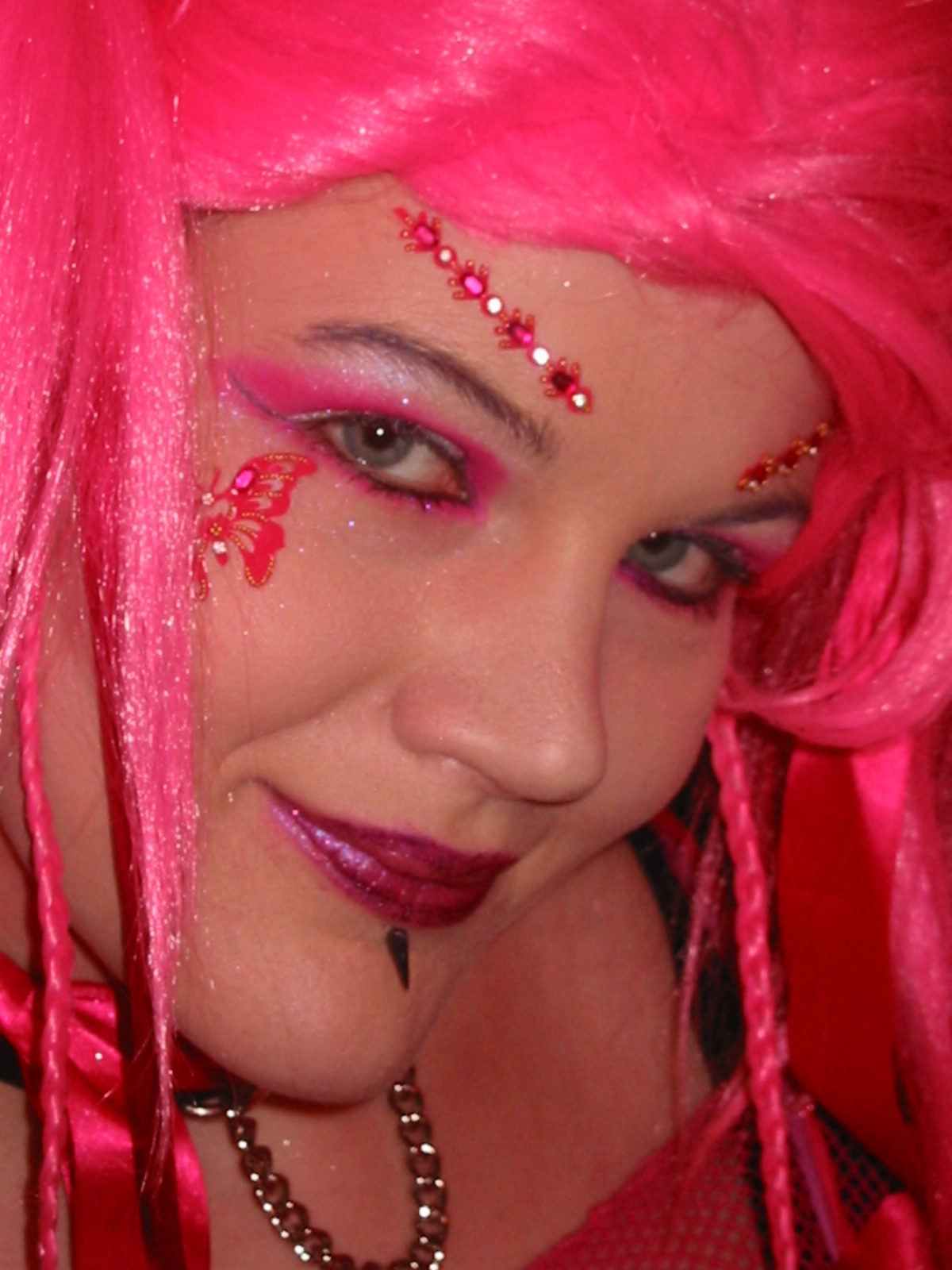
PowerShot S110
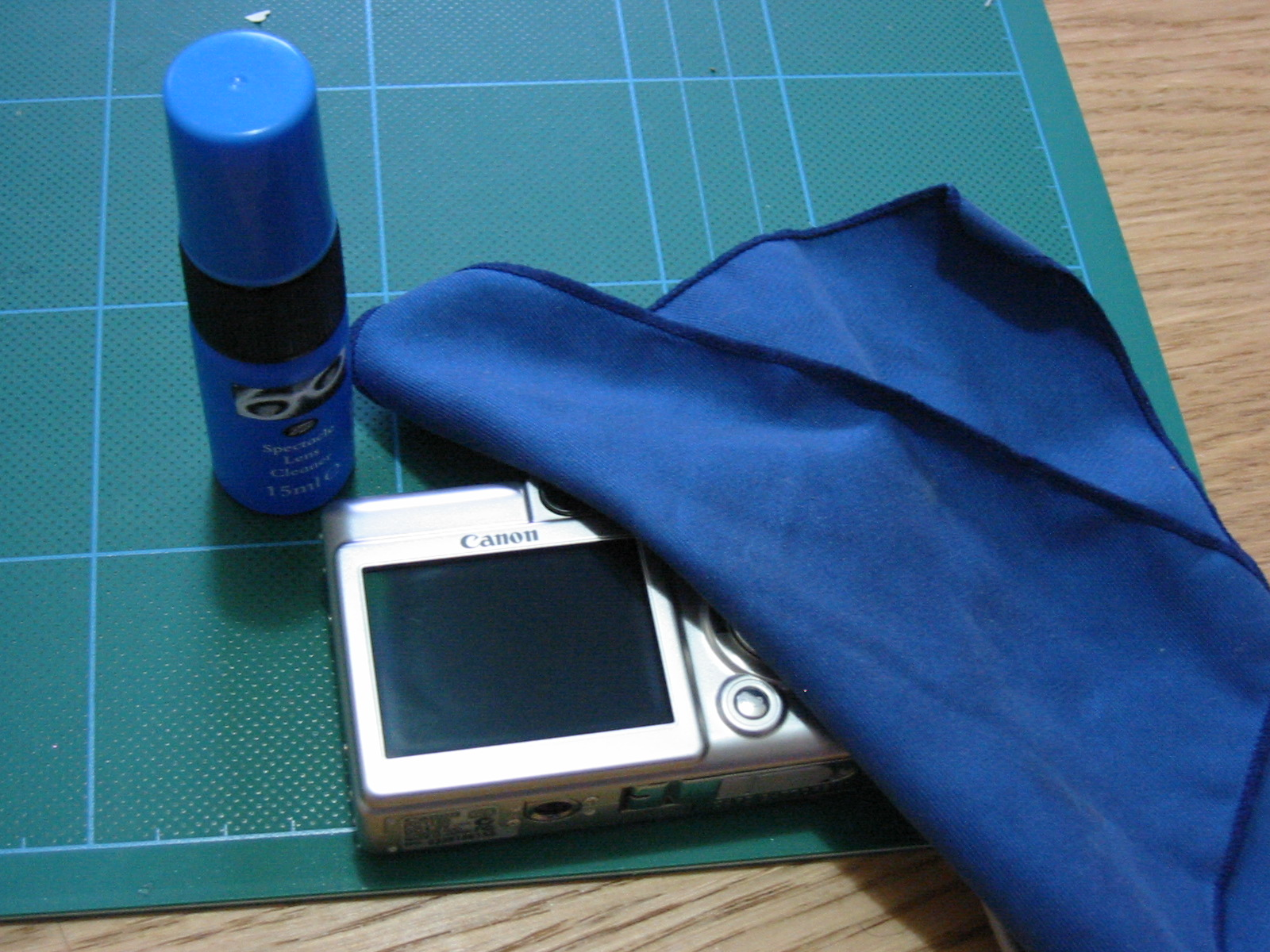
Ixus 330
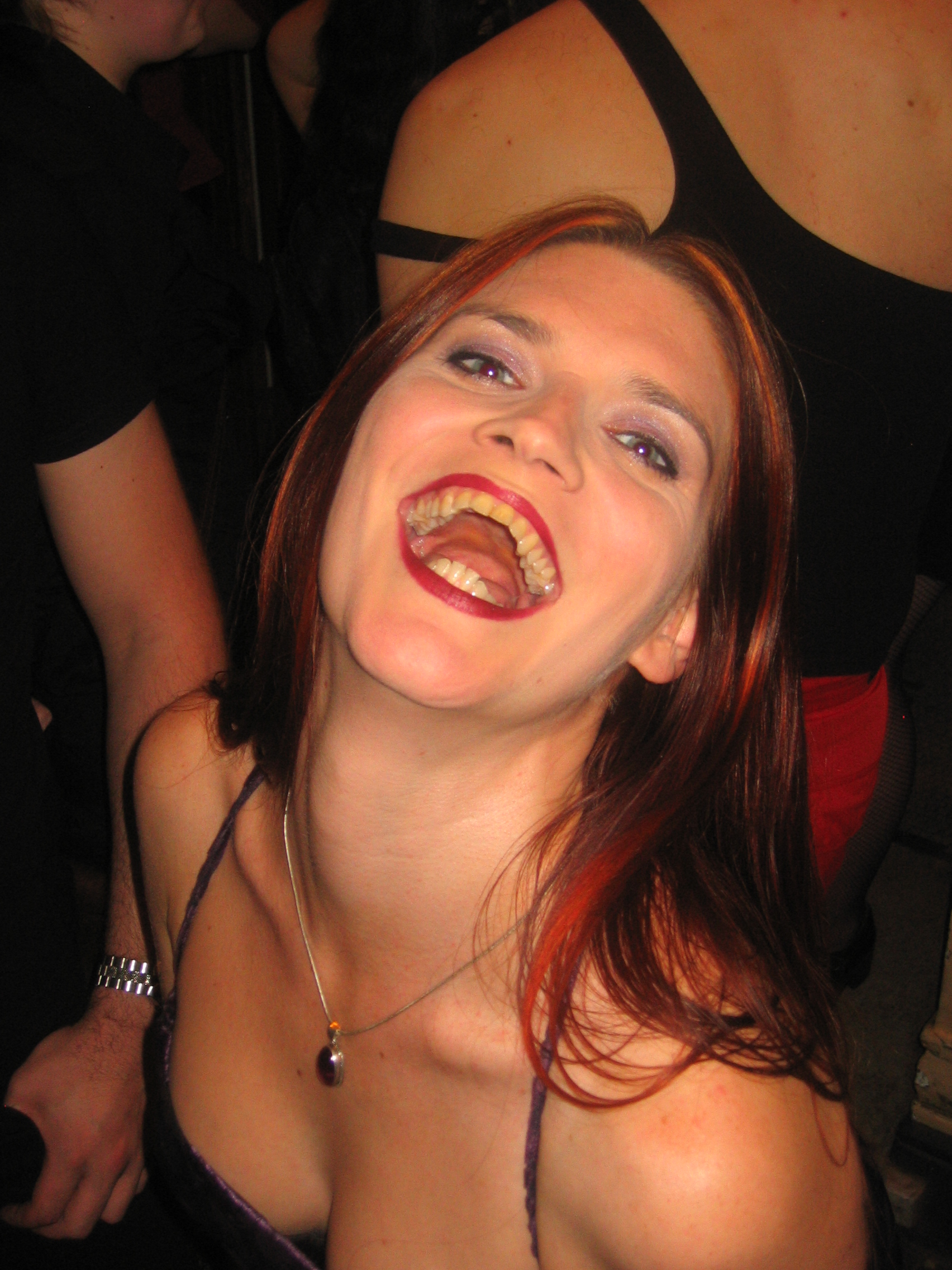
Ixus 400
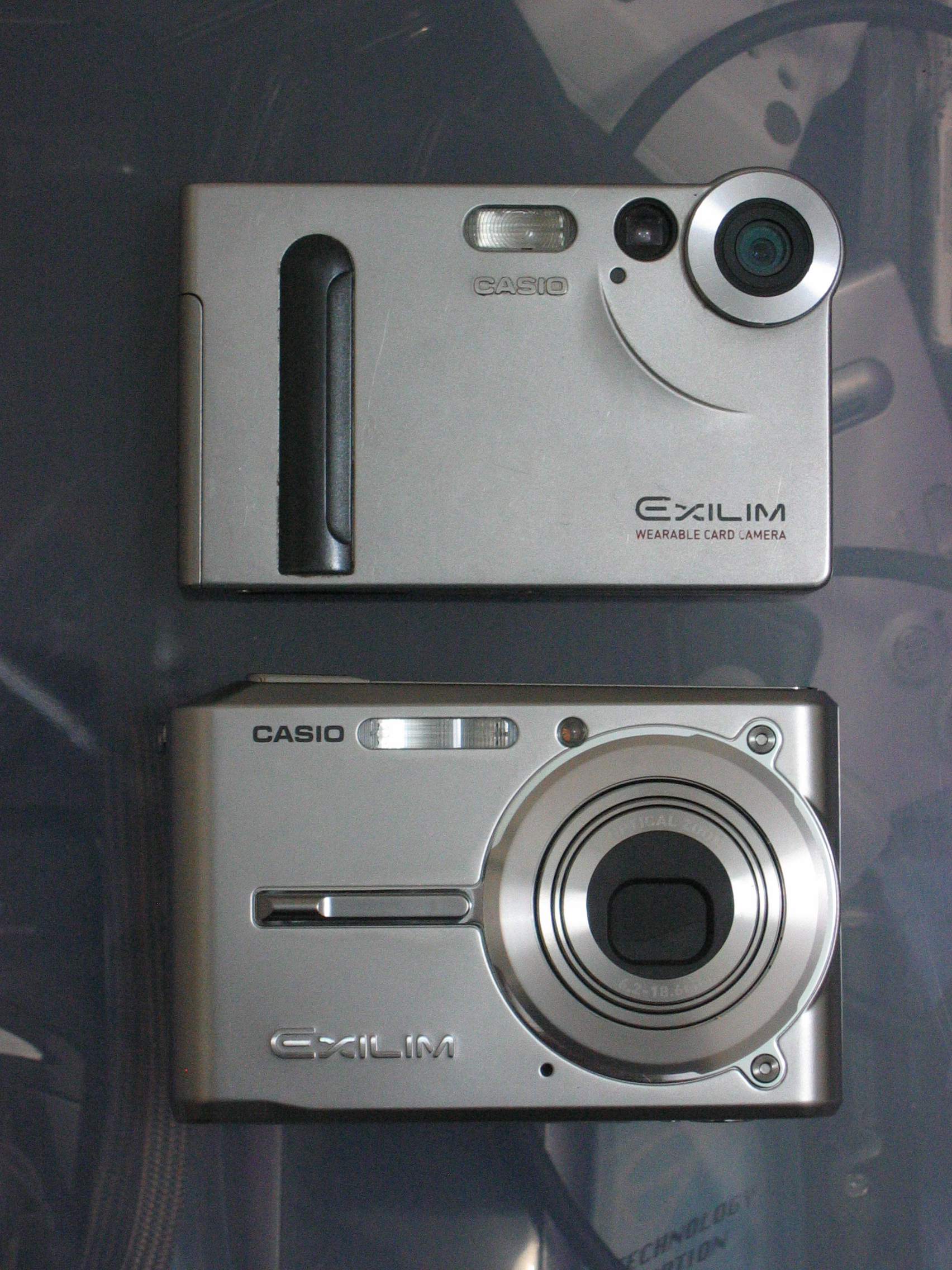
Ixus 430
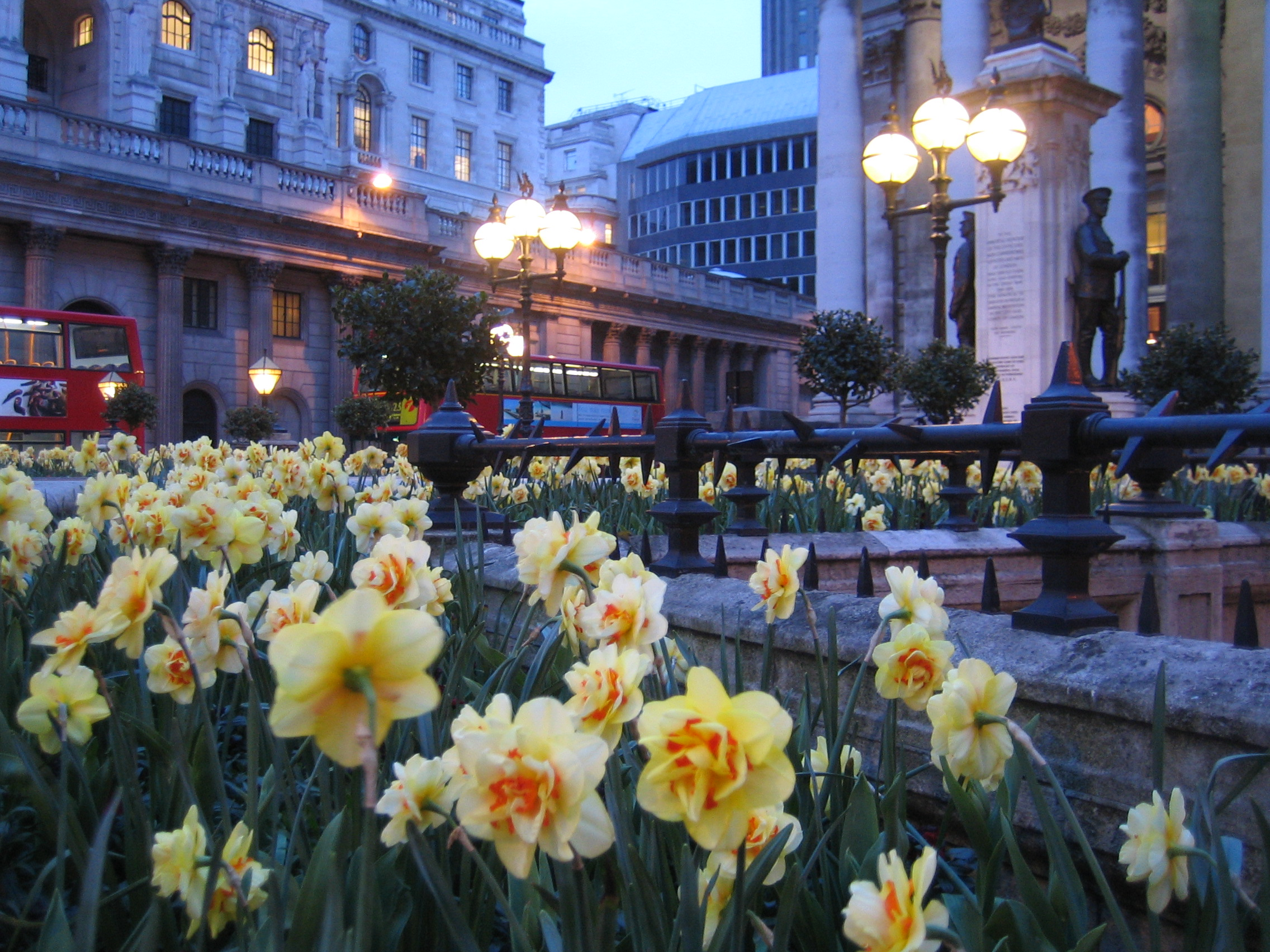
Ixus 40
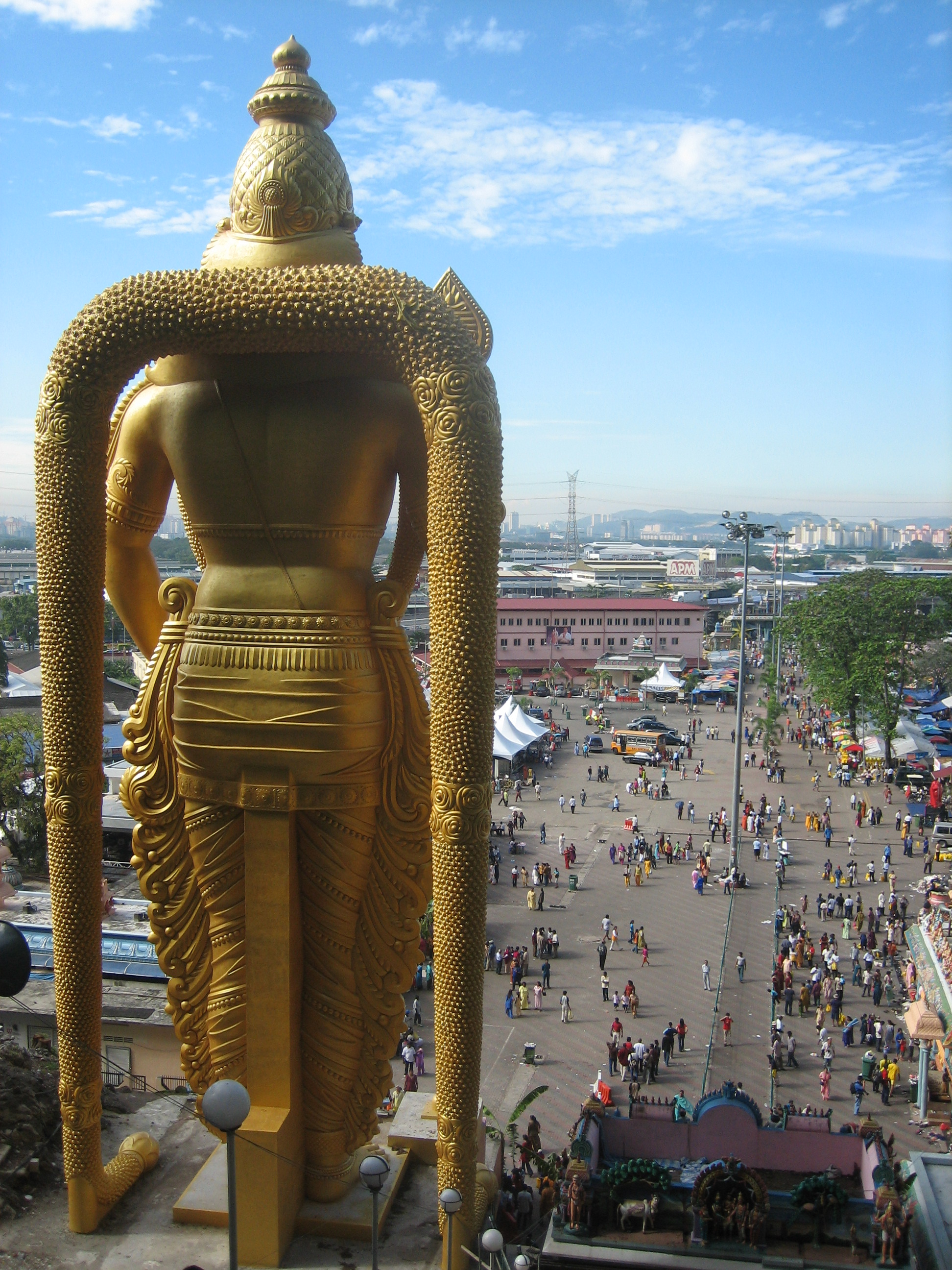
PowerShot SD400
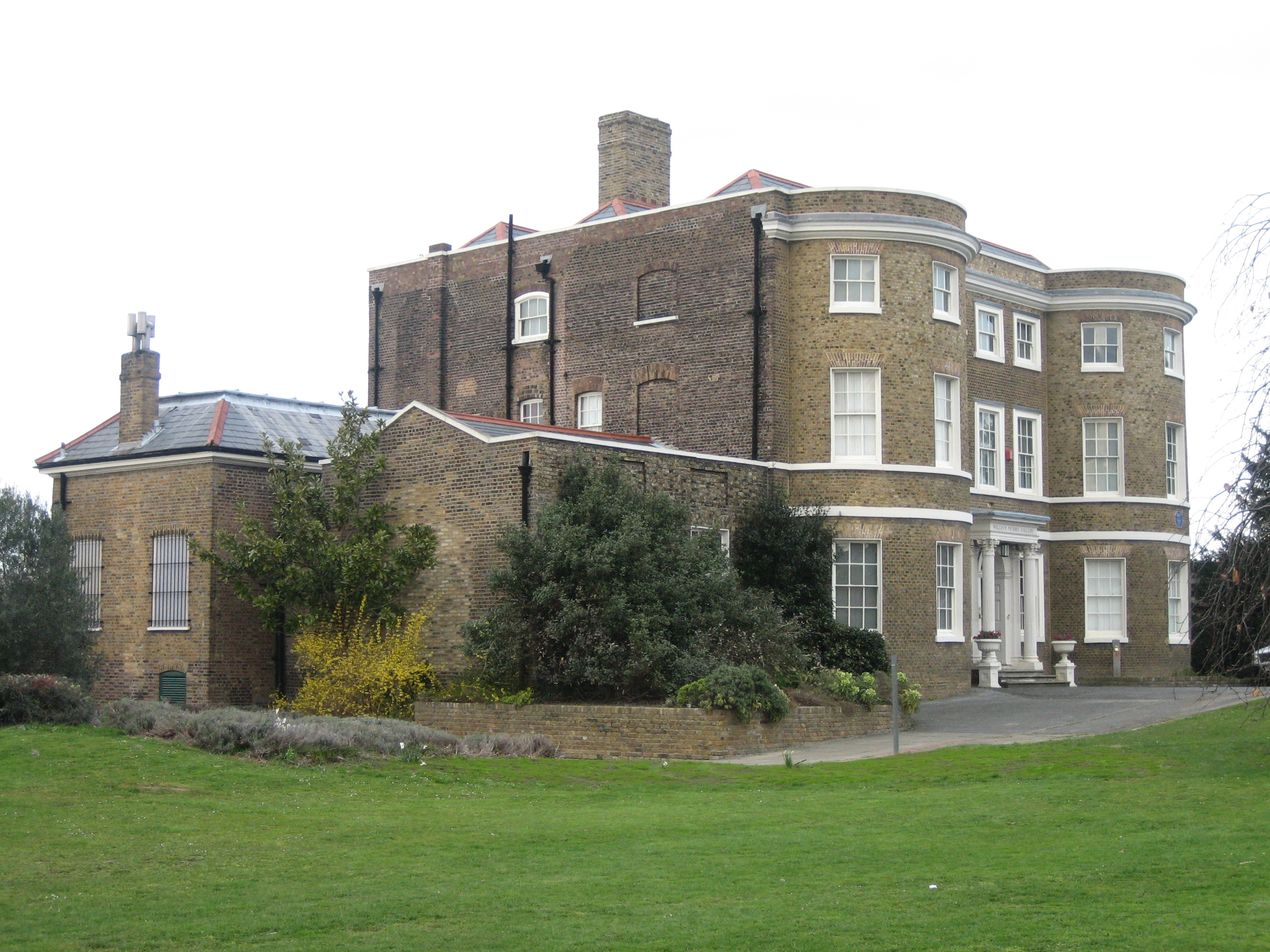
Ixus 50